# Jerry Pollastrone
Jerry Pollastrone (* 10. März 1986 in Revere, Massachusetts) ist ein ehemaliger US-amerikanischer Eishockeyspieler, der im Verlauf seiner aktiven Karriere zwischen 2005 und 2024 unter anderem annähernd 350 Spiele für den HC Bozen, EC VSV und die Vienna Capitals in der Erste Bank Eishockey Liga (EBEL) bzw. ICE Hockey League auf der Position des linken Flügelstürmers bestritten hat. Mit den Vienna Capitals gewann Pollastrone im Jahr 2017 die Österreichische Meisterschaft.

## Karriere

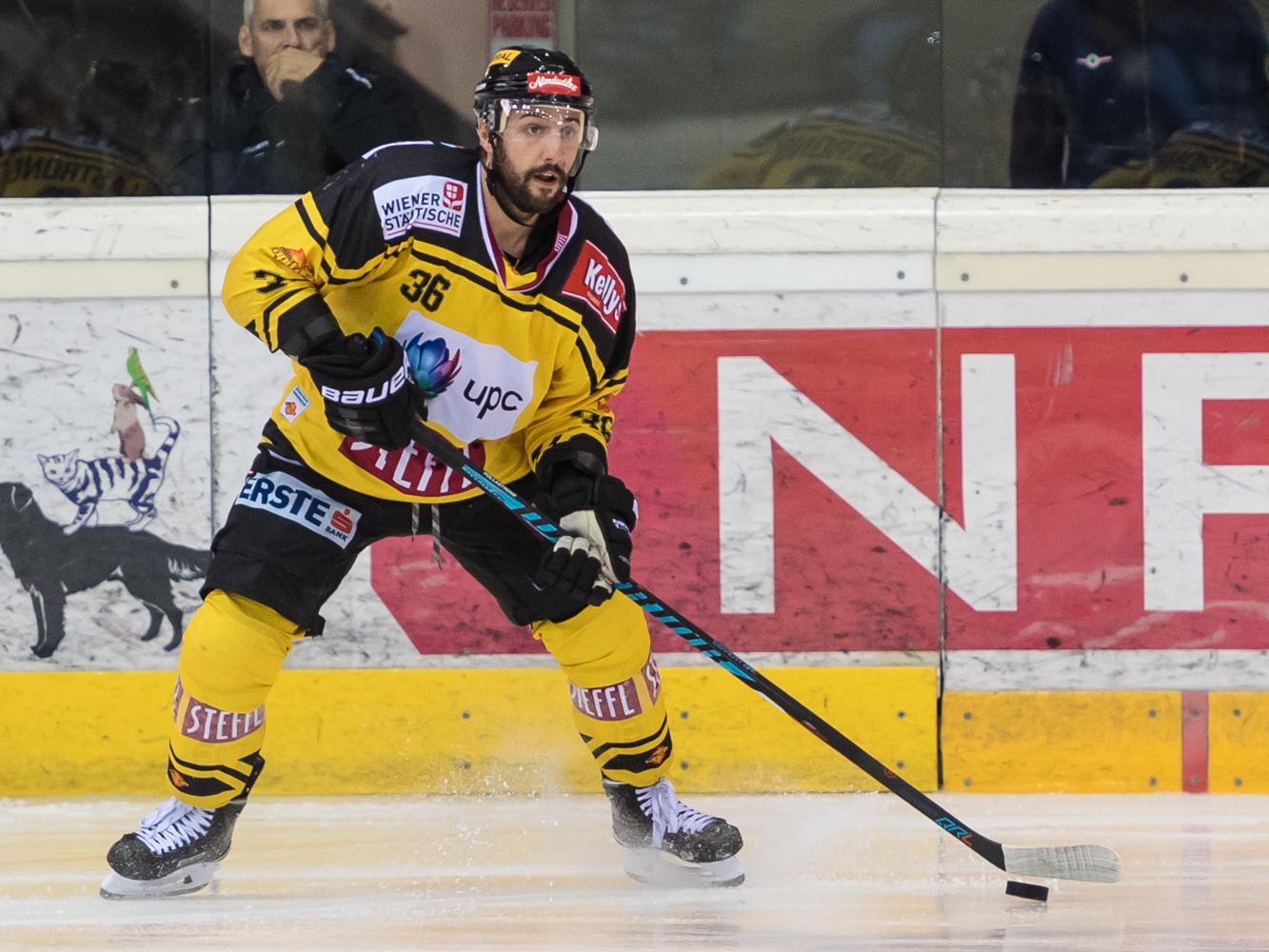
Pollastrone im Trikot der Vienna Capitals (2016)

Nachdem Pollastrone während seiner Zeit an der High School zwischen 2002 und 2005 bereits auf sich aufmerksam gemacht hatte, besuchte er ab dem Sommer 2009 die University of New Hampshire. Dort war er in den folgenden vier Jahren parallel zu seinem Studium für die Universitätsmannschaft im Spielbetrieb der National Collegiate Athletic Association (NCAA) aktiv. Da der Stürmer im NHL Entry Draft unberücksichtigt geblieben war, erhielt er nach der Beendigung seines Studiums als Free Agent im Sommer 2009 einen Vertrag bei den Las Vegas Wranglers aus der ECHL. Er absolvierte dort seine ersten beiden Spielzeiten im Profibereich, ehe Pollastrone in der Saison 2011/12 sowohl bei den South Carolina Stingrays in der ECHL als auch den Bloomington Blaze in der Central Hockey League (CHL) zu Einsatzminuten kam.
Im Sommer 2012 entschied sich der US-Amerikaner seine Karriere in Europa fortzusetzen, wo er sich den Friesland Flyers aus der niederländischen Eredivisie anschloss. Nach einem ersten Jahr in den Niederlanden wechselte Pollastrone in die britische Elite Ice Hockey League (EIHL), wo er mit den schottischen Dundee Stars die Hauptrunde auf dem dritten Rang abschließen konnte, in den Playoffs aber vorzeitig ausschied. Seine Leistungen in Dundee führten Pollastrone in weiterer Folge nach Schweden. In der zweithöchsten Spielklasse, der HockeyAllsvenskan, stürmte er für Mora IK, ehe ihn der HC Bozen in der Saison 2015/16 engagierte. Er absolvierte alle Saisonspiele, war zweitbester Punktesammler und führte die Südtiroler in das EBEL-Viertelfinale.
Nach seinem Jahr in Bozen wechselte der Flügelspieler in die österreichische Hauptstadt zu den Vienna Capitals und gewann mit dem Team auf Anhieb die Österreichische Meisterschaft. Letztlich war der Angreifer dort zwei Jahre aktiv. Zwischen 2018 und 2021 spielte Pollastrone beim Ligakonkurrenten EC VSV, ehe er zur Saison 2021/22 zum EC Bad Nauheim in die DEL2 wechselte. Dort verbrachte der Kanadier drei Spielzeiten. Nachdem seine Einsatzzeiten in der Spielzeit 2023/24 merklich abgenommen hatten, gab der 38-Jährige im März 2024 das Ende seiner aktiven Karriereende bekannt.

## Erfolge und Auszeichnungen
- 2017 Österreichischer Meister mit den Vienna Capitals

## Karrierestatistik
(Legende zur Spielerstatistik: Sp oder GP = absolvierte Spiele; T oder G = erzielte Tore; V oder A = erzielte Assists; Pkt oder Pts = erzielte Scorerpunkte; SM oder PIM = erhaltene Strafminuten; +/− = Plus/Minus-Bilanz; PP = erzielte Überzahltore; SH = erzielte Unterzahltore; GW = erzielte Siegtore; 1 Play-downs/Relegation; Kursiv: Statistik nicht vollständig)